# Cloakroom
Cloakroom ist eine amerikanische Rock-Band. Sie wurde 2012 in Michigan City im Nordwesten des US-Bundesstaates Indiana gegründet. Die Musik der Band ist eine Mischung aus Stoner Rock, Doom Metal und Shoegazing und wird auch als „Stoner Emo“ bezeichnet.

## Bandgeschichte
Gegründet wurde Cloakroom 2012 von Sänger und Gitarrist Doyle Martin, Bassist Robert „Bobby“ Markos und Schlagzeuger Brian Busch. Die Musiker waren zuvor in verschiedenen Bands aktiv, Doyle war Frontmann der Pop-Punk-Band Grown Ups, Markos spielte bei Natives und Busch bei der Hardcore-Band Suicide Note. 2013 erschien die EP Infinity bei Run for Cover Records, gefolgt 2014 von der weiteren EP Lossed Over. Im Jahr 2015 erschien das Debütalbum Further Out. Vor Veröffentlichung des zweiten Studioalbums Time Well im August 2017 wurde Cloakroom von Relapse Records unter Vertrag genommen. Das Album wurde von der Redaktion der Website AllMusic zu den besten Metal-Alben des Jahres 2017 gezählt. Es folgte eine Tournee durch Europa im Vorprogramm von Caspian. Während einer anschließenden längeren Bandpause verließ Schlagzeuger Busch die Band, neuer Schlagzeuger und zugleich zweiter Sänger wurde Timothy Remis. Im Januar 2022 erschien das dritte Studioalbum Dissolution Wave. Nachdem im Herbst 2024 bekannt wurde, dass die Band von Relapse Records zu Closed Casket Activities gewechselt ist, erschien im März 2025 das vierte Album Last Leg of the Human Table.
Seit 2019 ist Sänger Doyle Martin auch bei der Shoegaze-Band Nothing aktiv, die ebenfalls bei Relapse Records unter Vertrag steht.

## Diskografie
- 2013: Infinity (EP, Run for Cover)
- 2014: Lossed Over (EP, Run for Cover)
- 2015: Further Out (Studioalbum, Run for Cover)
- 2017: Time Well (Studioalbum, Relapse Records)
- 2022: Dissolution Wave (Studioalbum, Relapse Records)
- 2025: Last Leg of the Human Table (Studioalbum, Closed Casket Activities)